# 薩米 (布吉納法索)
薩米（Sami）為位在布吉納法索的城鎮，由布克萊迪穆翁大區巴瓦省薩米縣管轄。該城鎮為薩米縣的首府。2005年人口普查中該城鎮人口有340人。